# Maison d'Aca Stanojević à Knjaževac
La maison d'Aca Stanojević à Knjaževac (en serbe cyrillique : Кућа Аце Станојевића у Књажевцу ; en serbe latin : Kuća Ace Stanojevića u Knjaževcu) se trouve à Knjaževac, dans le district de Zaječar, en Serbie. Elle est inscrite sur la liste des monuments culturels protégés de la république de Serbie (identifiant no SK 770),.

## Présentation
Située 6 rue Njegoševa, la maison a été construite entre 1900 et 1915 (ou entre 1903 et 1912) selon les plans de l'entrepreneur en construction Jovan Fogler de Vienne, sur le modèle des maisons familiales suisses. Elle se compose d'un sous-sol et d'un haut rez-de-chaussée ; le toit à plusieurs pans forme un pignon en bois proéminent au-dessus du porche d'entrée ; le bois de ce pignon est richement sculpté. La façade est ornée d'une décoration plastique typique des maisons de ville du début du XXe siècle à Knjaževac,, avec des éléments relevant du style Art nouveau.
La maison est liée au souvenir d'Aca Stanojević (1852-1947), l'un des fondateurs du Parti radical populaire en 1881 et l'un des proches collaborateurs de Nikola Pašić (qui était son parrain) ; en 1881, Stanojević s'est opposé au régime du roi Milаn Ier Obrenović ; en 1883, il a été accusé d'avoir participé à la révolte du Timok contre le roi Milan puis, en 1884, il a dû quitter le pays,. Il a plusieurs fois été député et président de l'Assemblée nationale et, après la mort de Pаšić en 1926, il est devenu le chef du Parti radical,.
La maison est aujourd'hui devenue un musée commémoratif dépendant du Musée municipal de Knjaževac ; elle abrite des documents et des objets ayant appartenu à Aca Stanojević ainsi que des peintures ; avec son mobilier authentique, dont certaines pièces proviennent d'autres maisons familiales de la ville, le musée reconstitue l'atmosphère d'une demeure bourgeoise de la fin du XIXe siècle et du début du XXe siècle.